# Ichthyophis
Ichthyophis – rodzaj płazów beznogich z rodziny łusecznikowatych (Ichthyophiidae).

## Rozmieszczenie geograficzne
Rodzaj obejmuje gatunki występujące od Azji Południowej do zachodniej części Archipelagu Malajskiego oraz na Filipinach.

## Systematyka
Rodzaj zdefiniował w 1826 roku austriacki przyrodnik Leopold Fitzinger w publikacji własnego autorstwa o tytule Nowa klasyfikacja gadów według ich naturalnego pokrewieństwa wraz z tabelą pokrewieństwa i katalogiem kolekcji gadów z K. K. Muzeum Zoologicznego w Wiedniu. Gatunkiem typowym jest (oznaczenie monotypowe) łusecznik lepki (I. glutinosus).

### Etymologia
- Ichthyophis: gr. ιχθυς ikhthus, ιχθυος ikhthuos ‘ryba’; όφις óphis ‘wąż’[1].
- Epicrium: gr. ἐπίκριον epikrion ‘macka, czułek’[2]. Gatunek typowy (późniejsze oznaczenie)[5]: Caecilia hypocyanea Boie, 1827.
- Caudacaecilia: łac. cauda ‘ogon’; rodzaj Caecilia Linnaeus, 1758[3]. Gatunek typowy (oryginalne oznaczenie): Ichthyophis nigroflavus Taylor, 1960.

### Podział systematyczny
Do rodzaju należą następujące gatunki:

- Ichthyophis acuminatus Taylor, 1960
- Ichthyophis alfredi Mathew & Sen, 2009
- Ichthyophis asplenius Taylor, 1965
- Ichthyophis atricollaris Taylor, 1965
- Ichthyophis beddomei Peters, 1880
- Ichthyophis benjii Lalremsanga, Purkayastha, Biakzuala, Mathipi, Muansanga & Hmar, 2021
- Ichthyophis bernisi Salvador, 1975
- Ichthyophis biangularis Taylor, 1965
- Ichthyophis billitonensis Taylor, 1965
- Ichthophis cardamomensis Geissler, Poyarkov, Grismer, Nguyen, An, Neang, Kupfer, Ziegler, Böhme & Müller, 2015
- Ichthophis catlocensis Geissler, Poyarkov, Grismer, Nguyen, An, Neang, Kupfer, Ziegler, Böhme & Müller, 2015
- Ichthophis chaloensis Geissler, Poyarkov, Grismer, Nguyen, An, Neang, Kupfer, Ziegler, Böhme & Müller, 2015
- Ichthyophis daribokensis Mathew & Sen, 2009
- Ichthyophis davidi Bhatta, Dinesh, Prashanth, Kulkarni & Radhakrishnan, 2011
- Ichthyophis dulitensis Taylor, 1960
- Ichthyophis elongatus Taylor, 1965
- Ichthyophis garoensis Pillai & Ravichandran, 1999
- Ichthyophis glandulosus Taylor, 1923
- Ichthyophis glutinosus (Linnaeus, 1758) – łusecznik lepki[6]
- Ichthyophis humphreyi Taylor, 1973
- Ichthyophis hypocyaneus (Boie, 1827)
- Ichthyophis javanicus Taylor, 1960
- Ichthyophis khumhzi Kamei, Wilkinson, Gower & Biju, 2009
- Ichthyophis kodaguensis Wilkinson, Gower, Govindappa & Venkatachalaiah, 2007
- Ichthyophis kohtaoensis Taylor, 1960
- Ichthyophis lakimi Nishikawa, Matsui & Yambun, 2012
- Ichthyophis laosensis Taylor, 1969
- Ichthyophis larutensis Taylor, 1960
- Ichthyophis longicephalus Pillai, 1986
- Ichthyophis mindanaoensis Taylor, 1960
- Ichthyophis monochrous (Bleeker, 1858)
- Ichthyophis moustakius Kamei, Wilkinson, Gower & Biju, 2009
- Ichthyophis multicolor Wilkinson, Presswell, Sherratt, Papadopoulou & Gower, 2014
- Ichthyophis nguyenorum Nishikawa, Matsui & Orlov, 2012
- Ichthyophis nigroflavus Taylor, 1960
- Ichthyophis nokrekensis Mathew & Sen, 2009
- Ichthyophis orthoplicatus Taylor, 1965
- Ichthyophis paucidentulus Taylor, 1960
- Ichthyophis paucisulcus Taylor, 1960
- Ichthyophis pauli Nishikawa, Matsui, Sudin & Wong, 2013
- Ichthyophis pseudangularis Taylor, 1965
- Ichthyophis sendenyu Kamei, Wilkinson, Gower & Biju, 2009
- Ichthyophis sikkimensis Taylor, 1960
- Ichthyophis singaporensis Taylor, 1960
- Ichthyophis sumatranus Taylor, 1960
- Ichthyophis supachaii Taylor, 1960
- Ichthyophis tricolor Annandale, 1909
- Ichthyophis weberi Taylor, 1920
- Ichthyophis yangi Rao, Zhou, Mo, Yu, Li & Liu, 2024
- Ichthyophis youngorum Taylor, 1960